# سونیک (زن‌پوش)
سونیک (به انگلیسی: Sonique) یا کایلی لاو (زاده ۲ مهٔ ۱۹۸۳) زن‌پوش، رقصنده آمریکایی است.
او یک زن ترنس است.